# MG MGB
MG MGB — двухдверный спортивный автомобиль, выпускавшийся с 1962 по 1980 год компанией British Motor Corporation (BMC), с 1968 по 1980 год компанией British Leyland и с 1993 по 1995 год компанией Rover Group.

## Описание

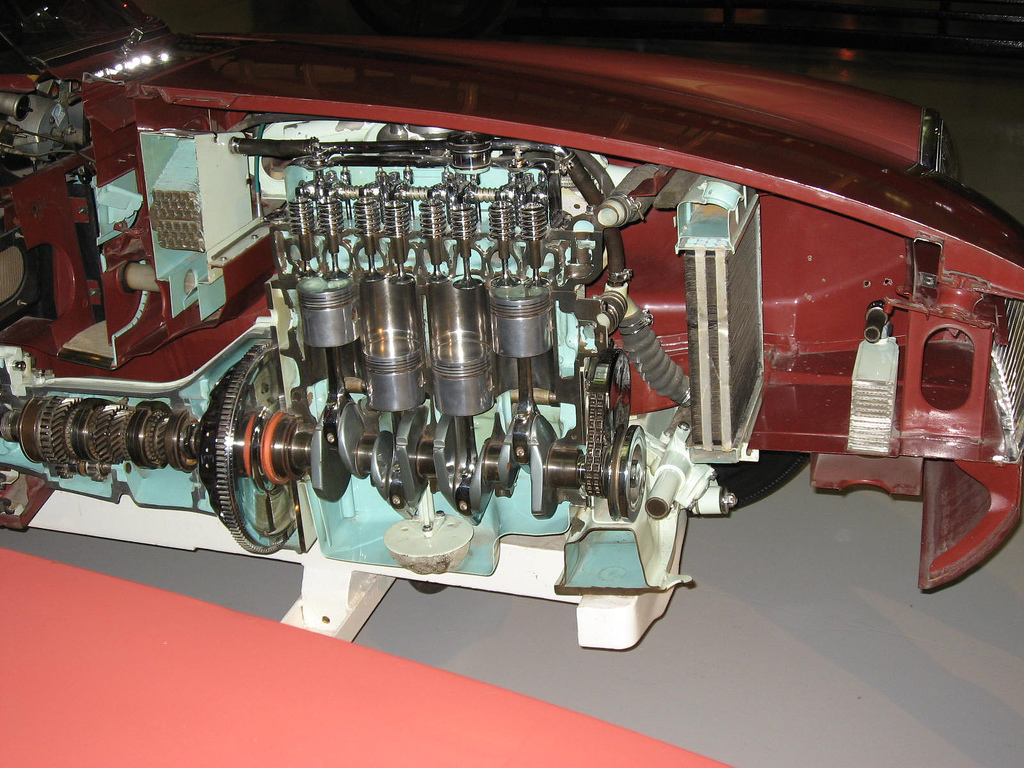
Механизм сочетания двигателя и коробки передач

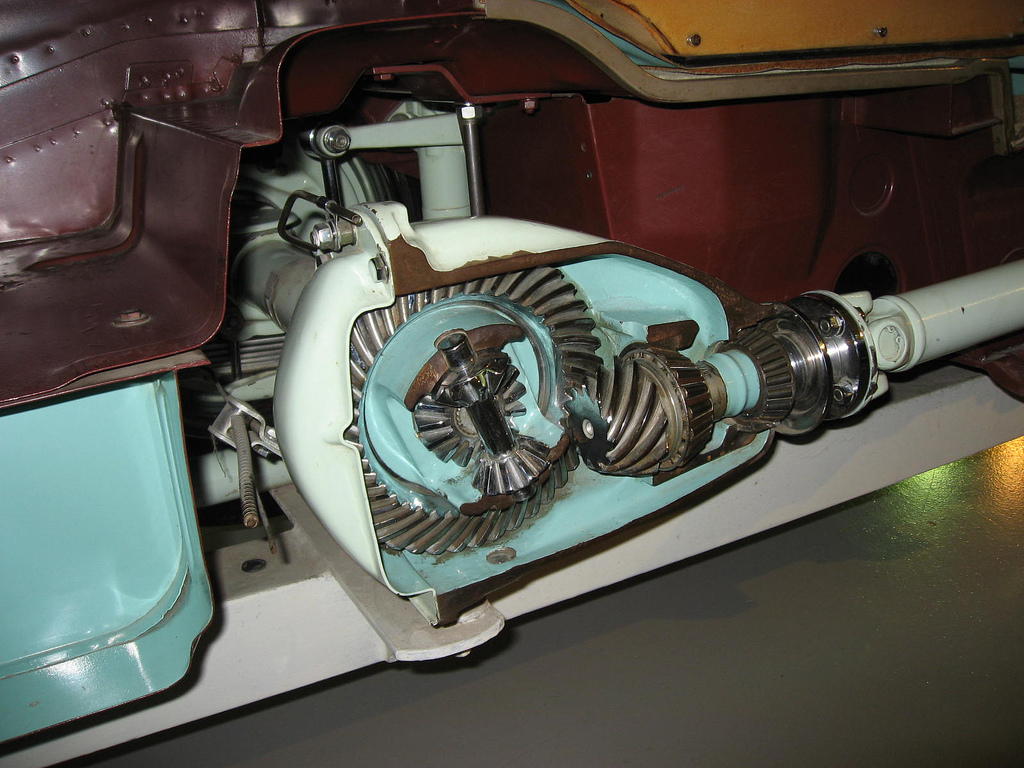
Механизм заднего моста и дифференциала

Разработка автомобиля MG MGB началась в 1958 году. Прототипом модели являлся MG EX205 под кодовым обозначением Abingdon.
Впервые MG MGB был представлен 19 сентября 1962 года. Автомобиль имел прогрессивный современный дизайн с монококом. Производственные затраты и общая прочность автомобиля были снижены за счёт лёгкой конструкции.
До 97 км/ч автомобиль разгонялся чуть более, чем за 11 секунд. Двигатель BMC серии B объёмом 1798 см3 развивал мощность 71 кВт (95 л. с.) при 5400 об/мин. В октябре 1964 года двигатель получил коленвал с пятью подшипниками. В 1975 году клиренс был увеличен до 25 мм, а бамперы стали резиновыми.
MG MGB являлся одним из первых автомобилей с контролируемыми зонами деформации, предназначенными для защиты водителя и пассажира при ударе со скоростью 48 км/ч с неподвижным барьером (200 тонн). Тем не менее, британская автомобильная ассоциация AA описала автомобиль, как и многие другие классические модели, как гораздо менее безопасный, чем современные автомобили. Этот вопрос привлёк внимание общественности после случая 2013 года, когда водитель арендованного MGB 1963 года выпуска погиб при столкновении с такси.
Ограниченное производство в 2000 единиц RV8 было выпущено компанией Rover в 1990-е годы. Несмотря на сходство по внешнему виду с родстером, RV8 имел менее 5% взаимозаменяемости деталей с оригинальным автомобилем.

## Модификации
- MGB GT 2+2 (1965—1980)[12]

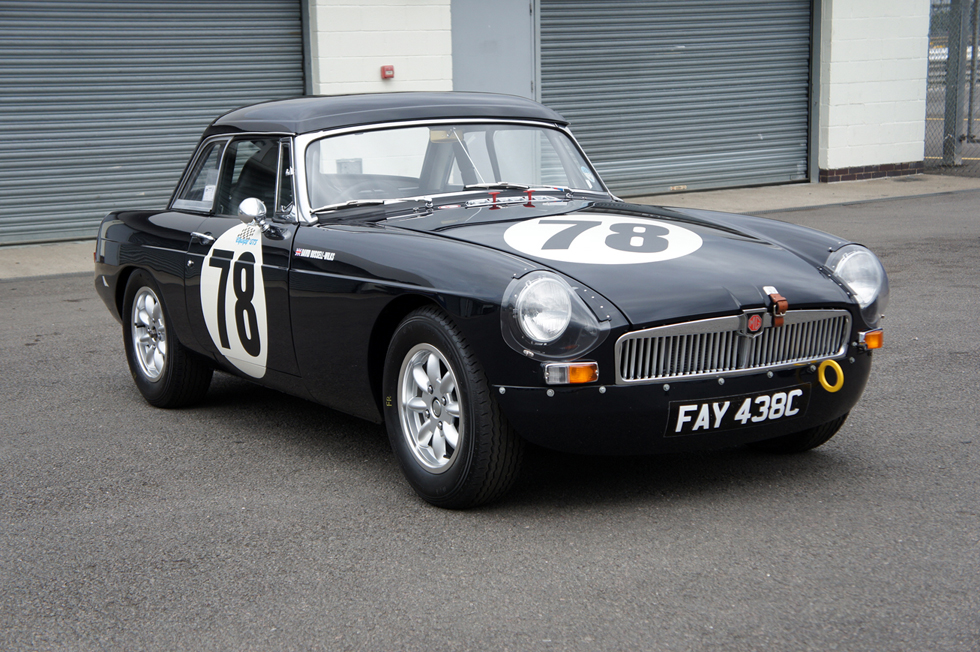
1965 MGB
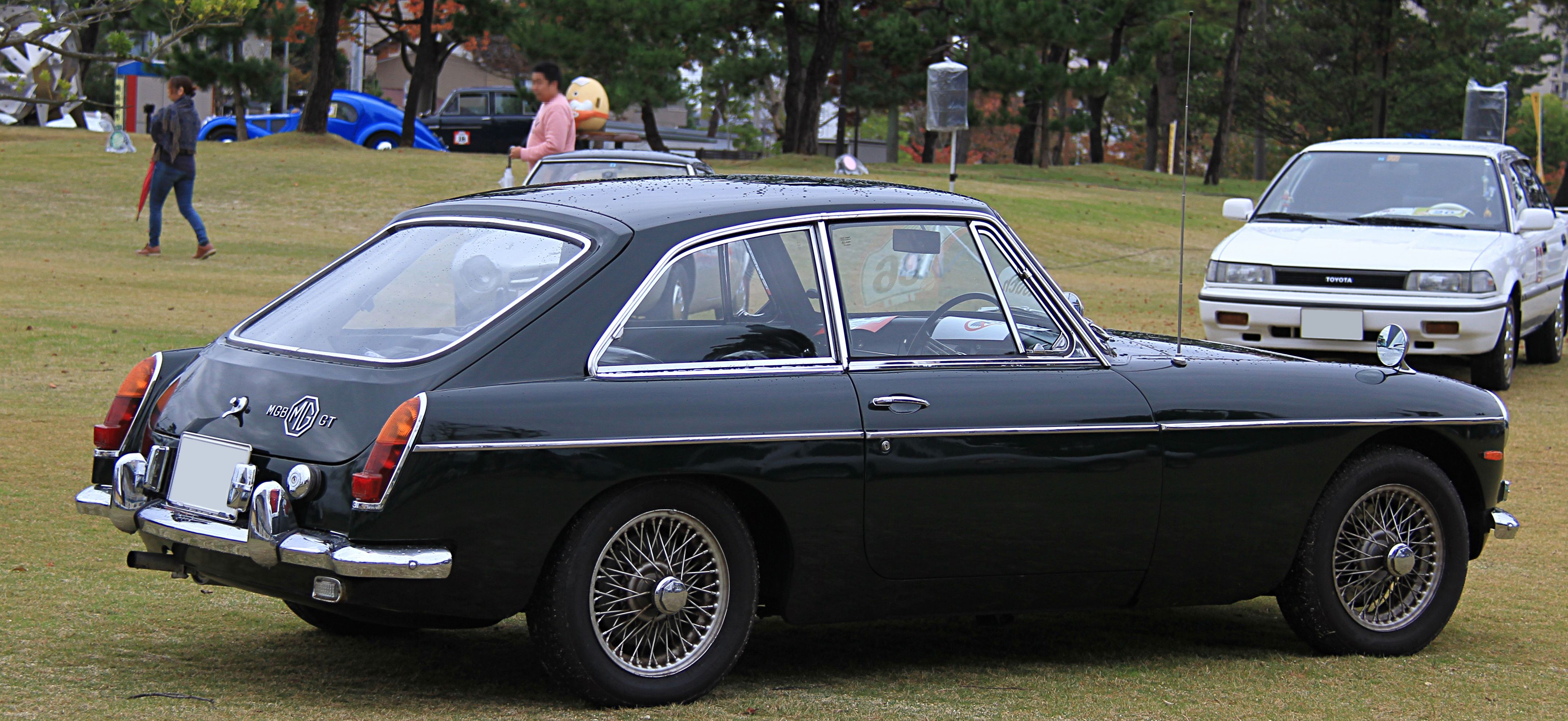
MGB GT (1967)
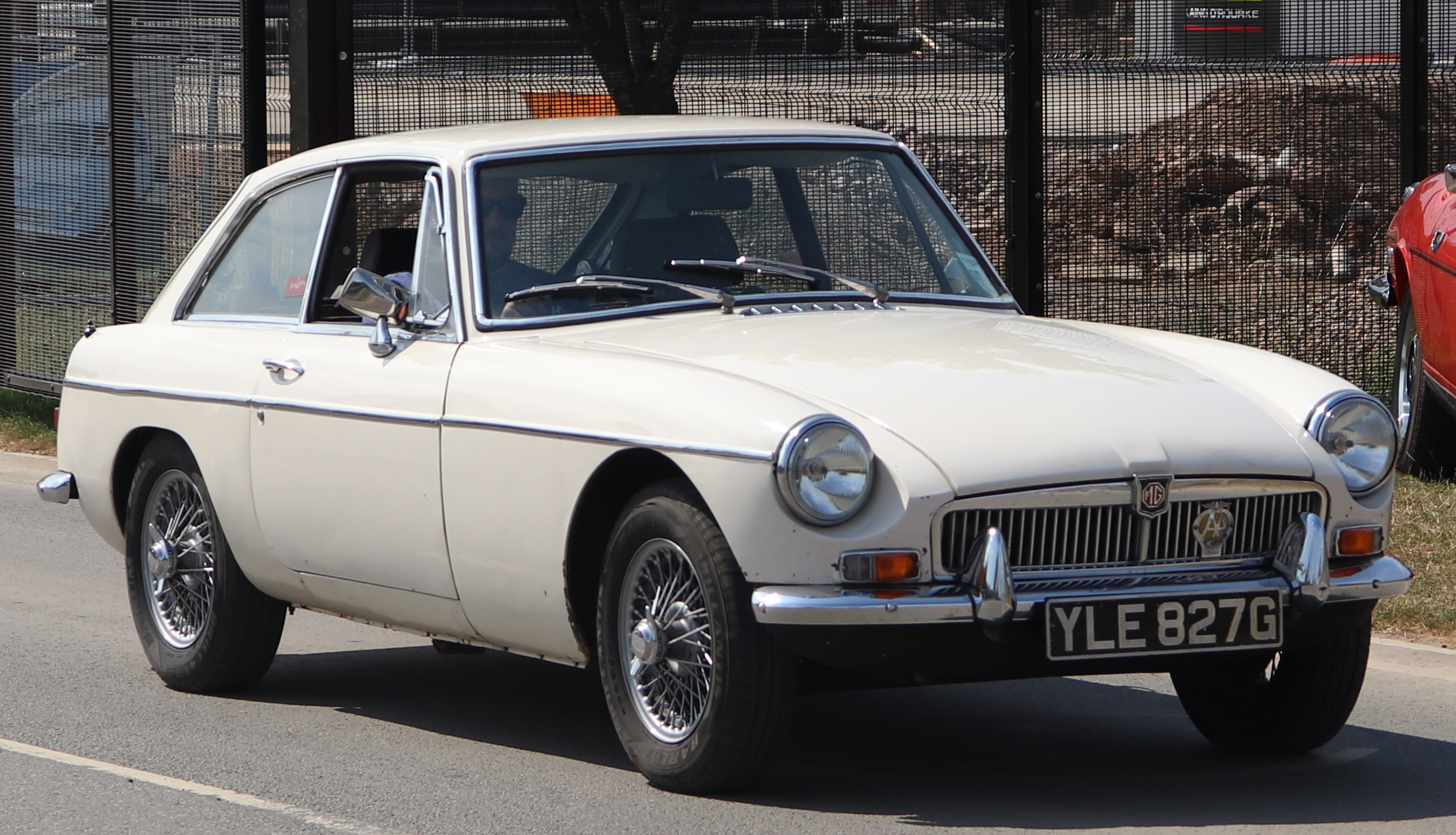
1969 MG B GT 1.8
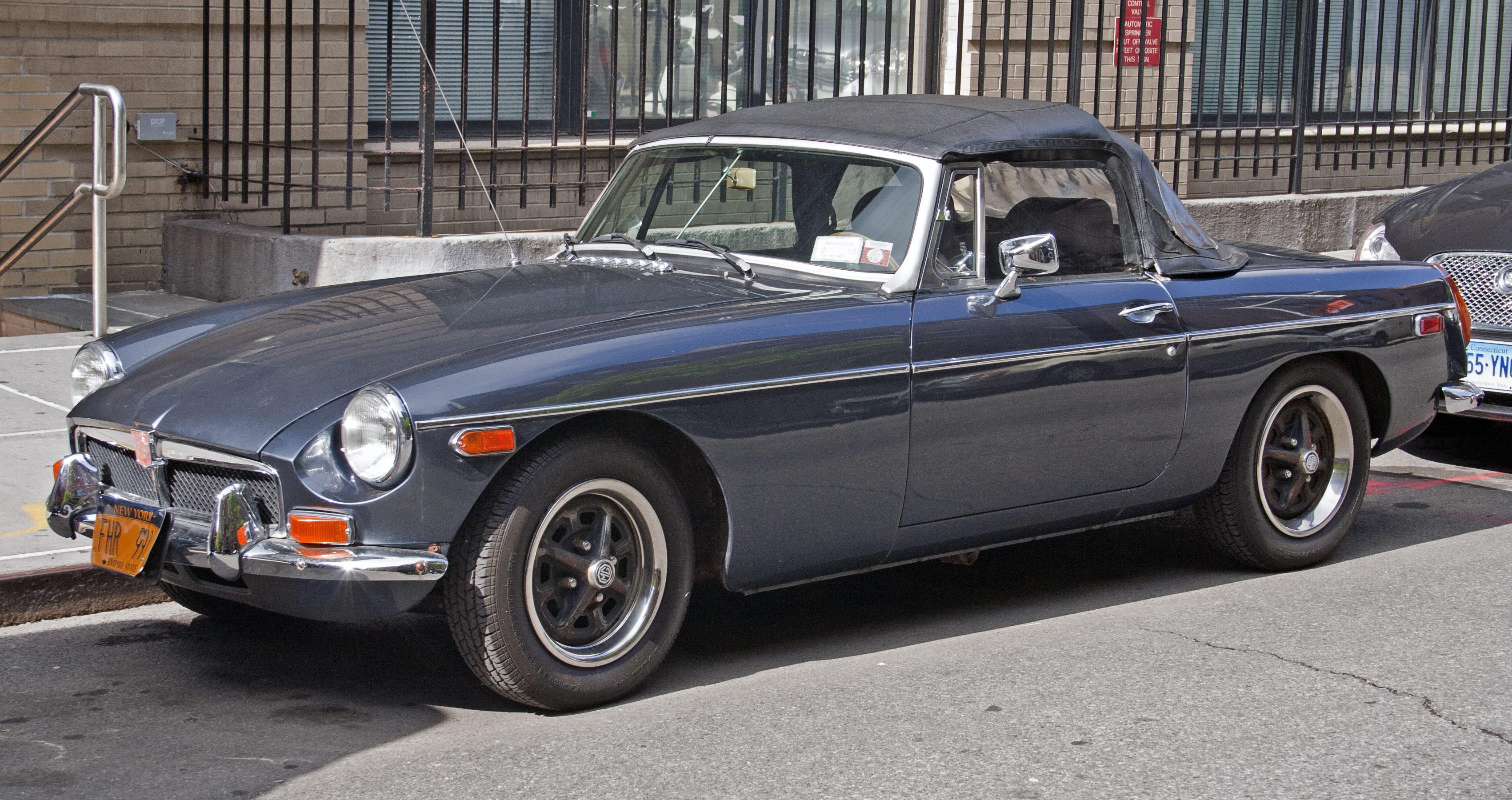
Ранний 1974 MGB в США
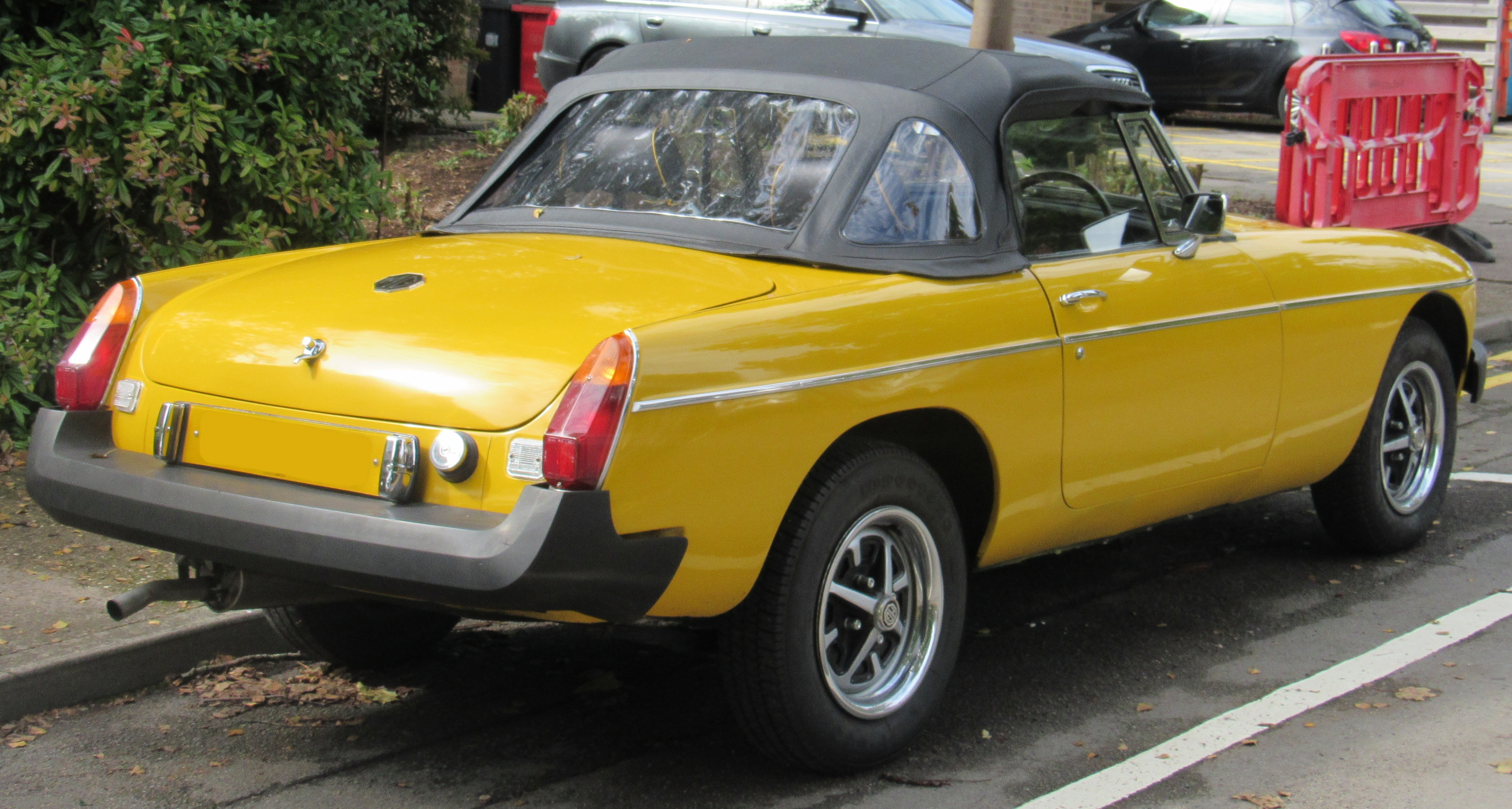
Вид сзади
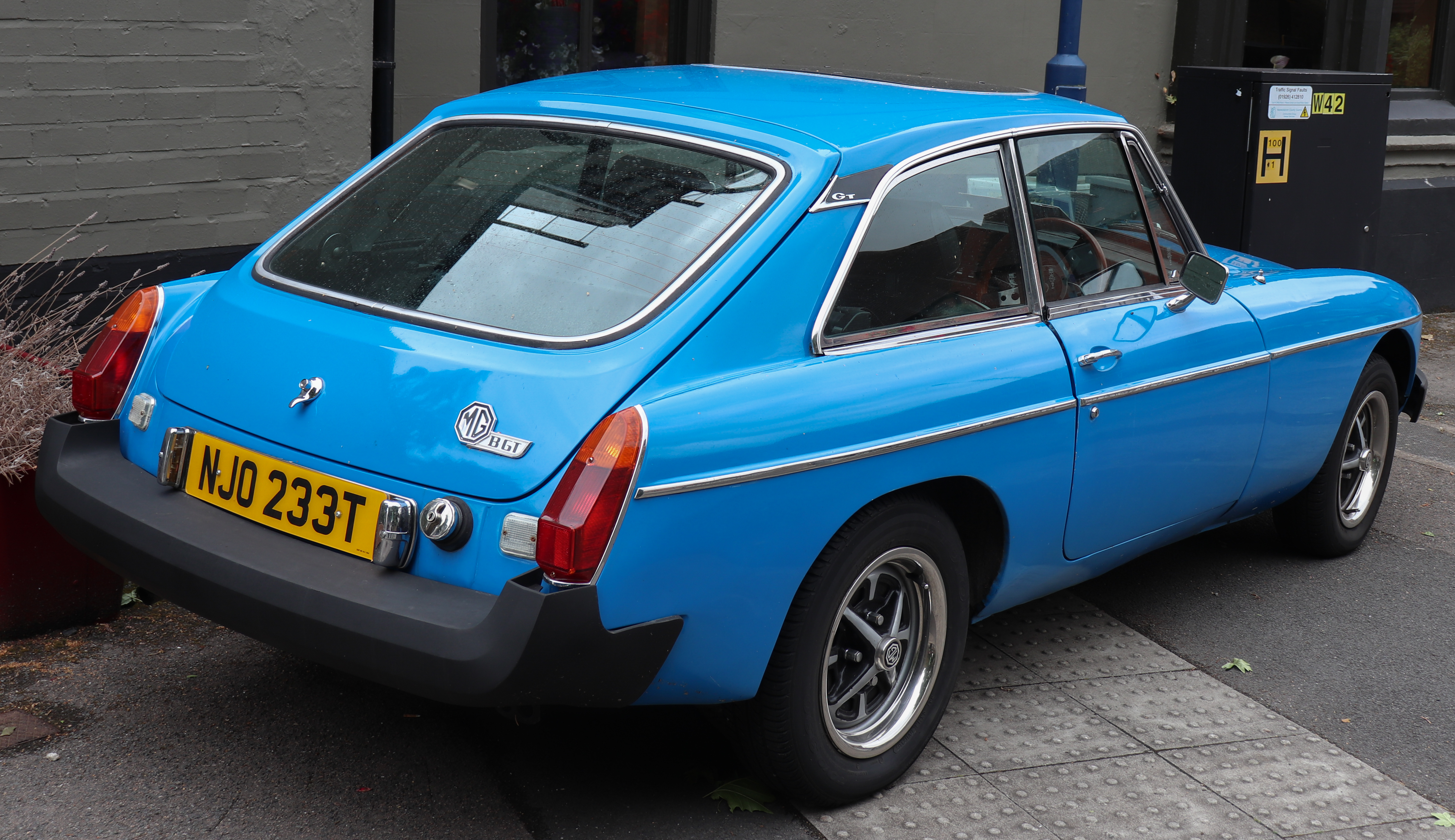
MGB GT (1978)
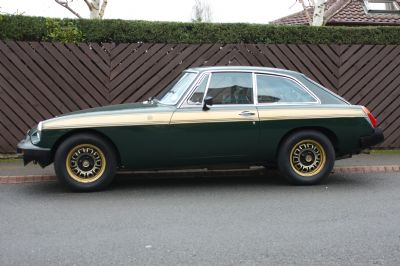
MGB GT Jubilee
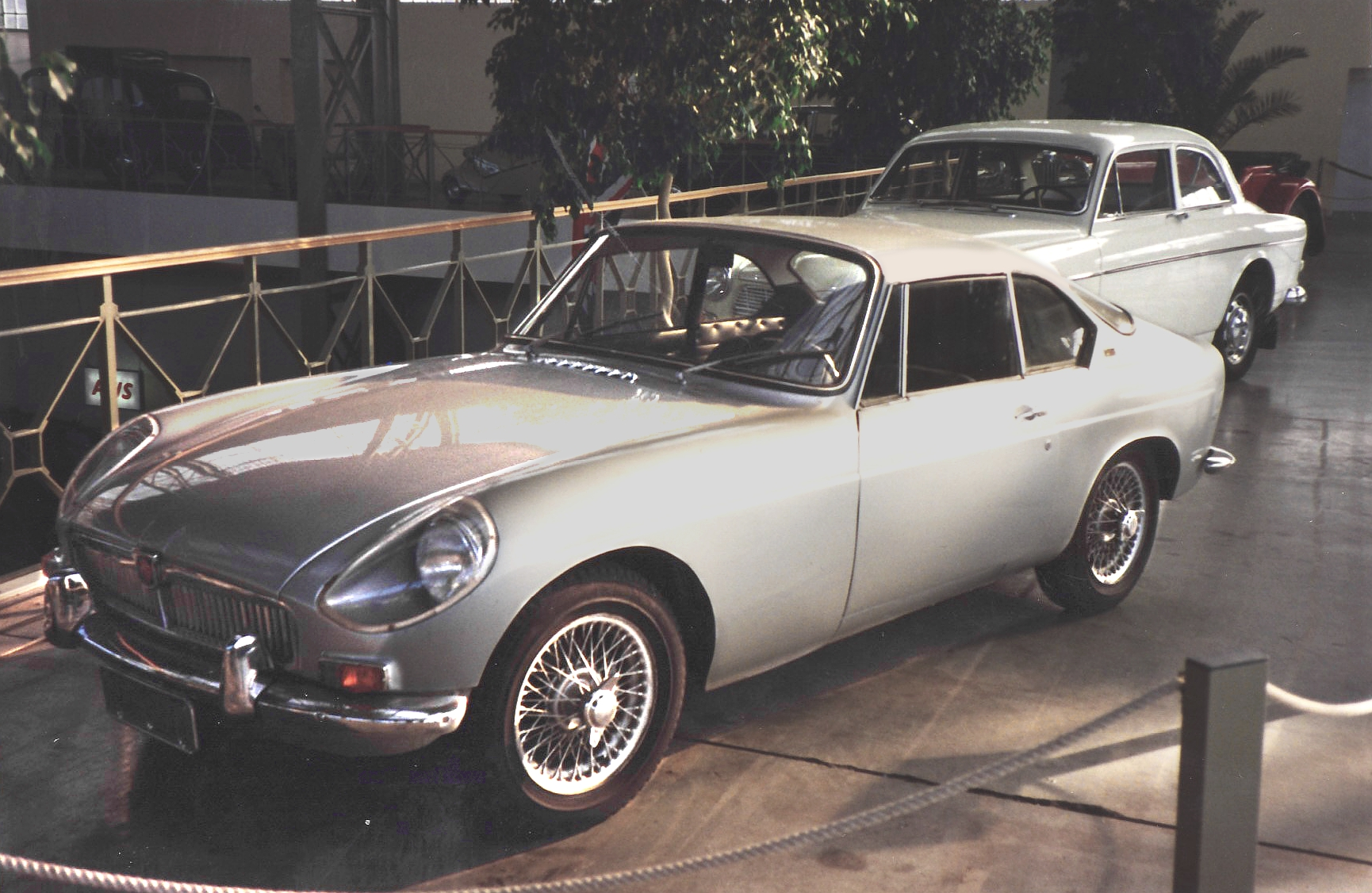
MGB Berlinette

- MGC (1967—1969)[14]

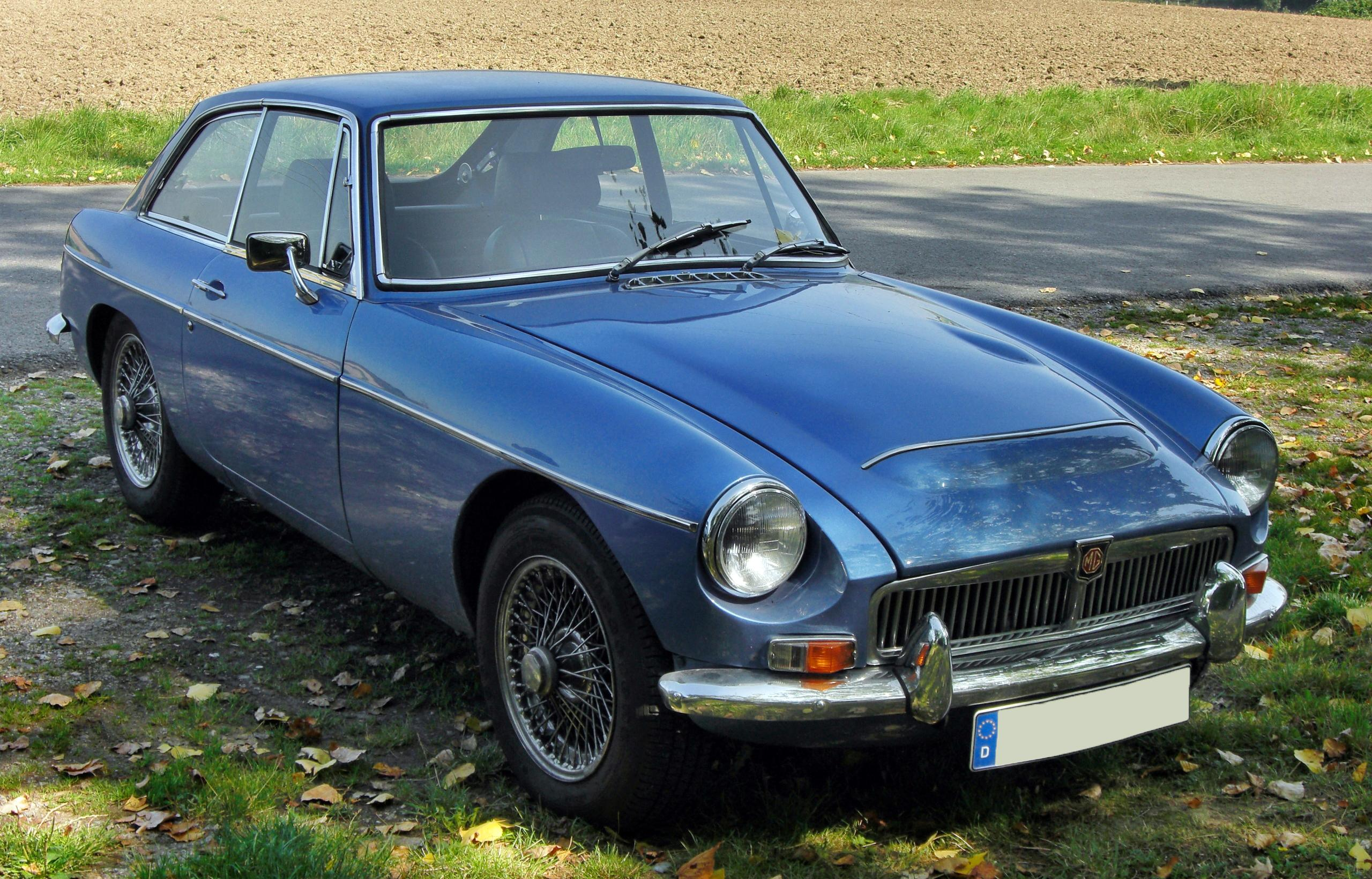
MG MGC GT
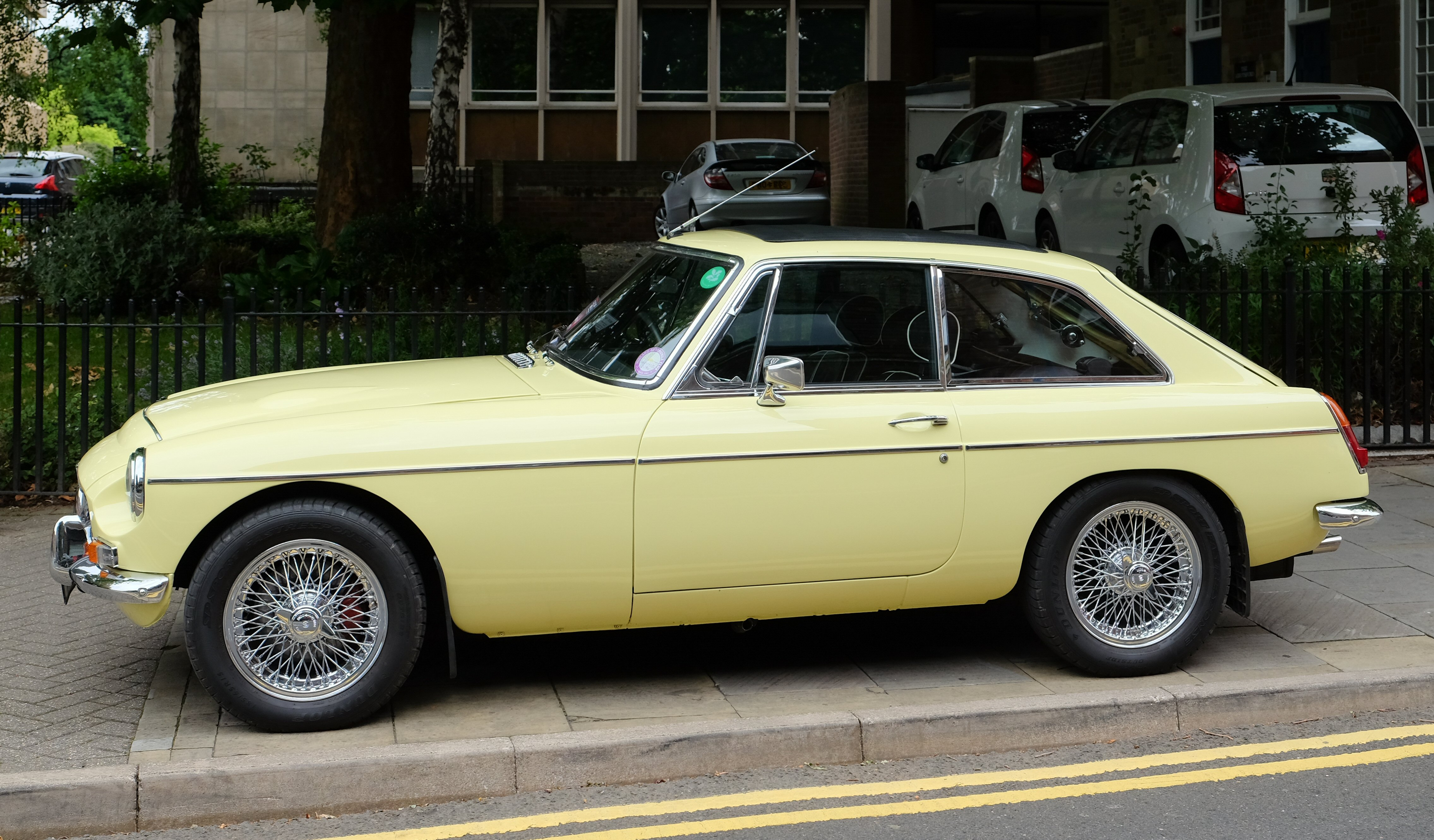
1968 MGC GT
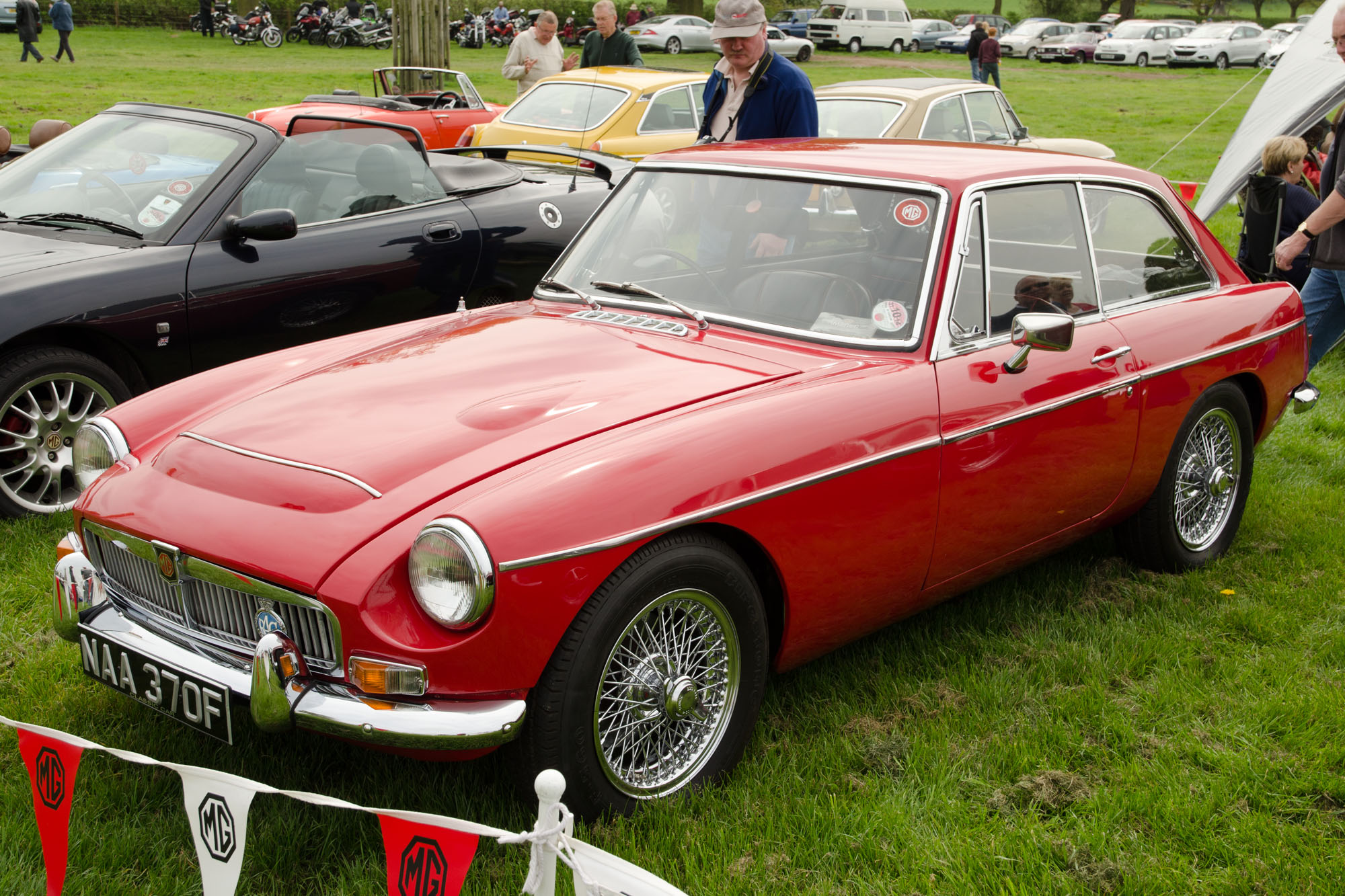
MGC GT (1968)
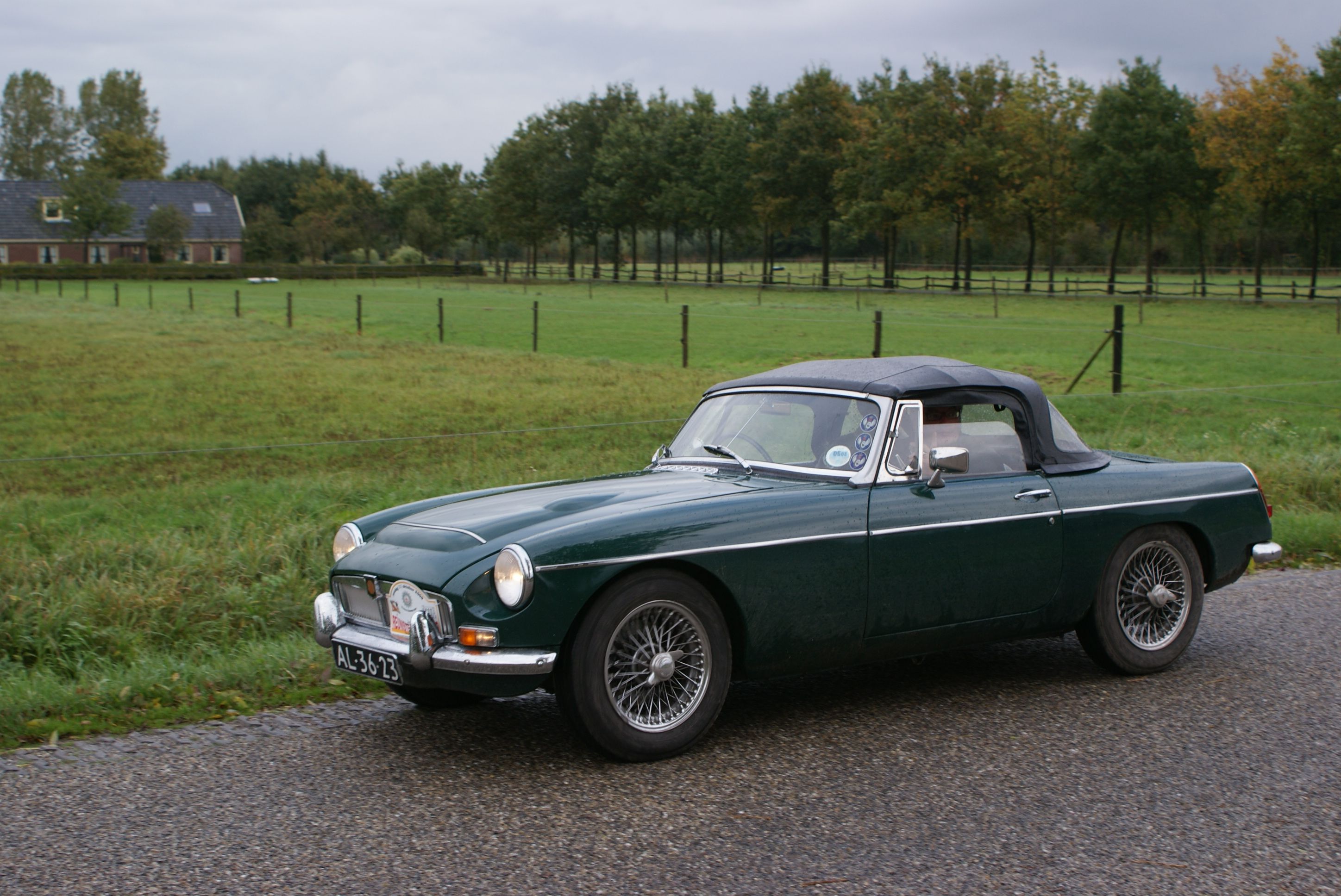
Родстер MGC в США (1968)
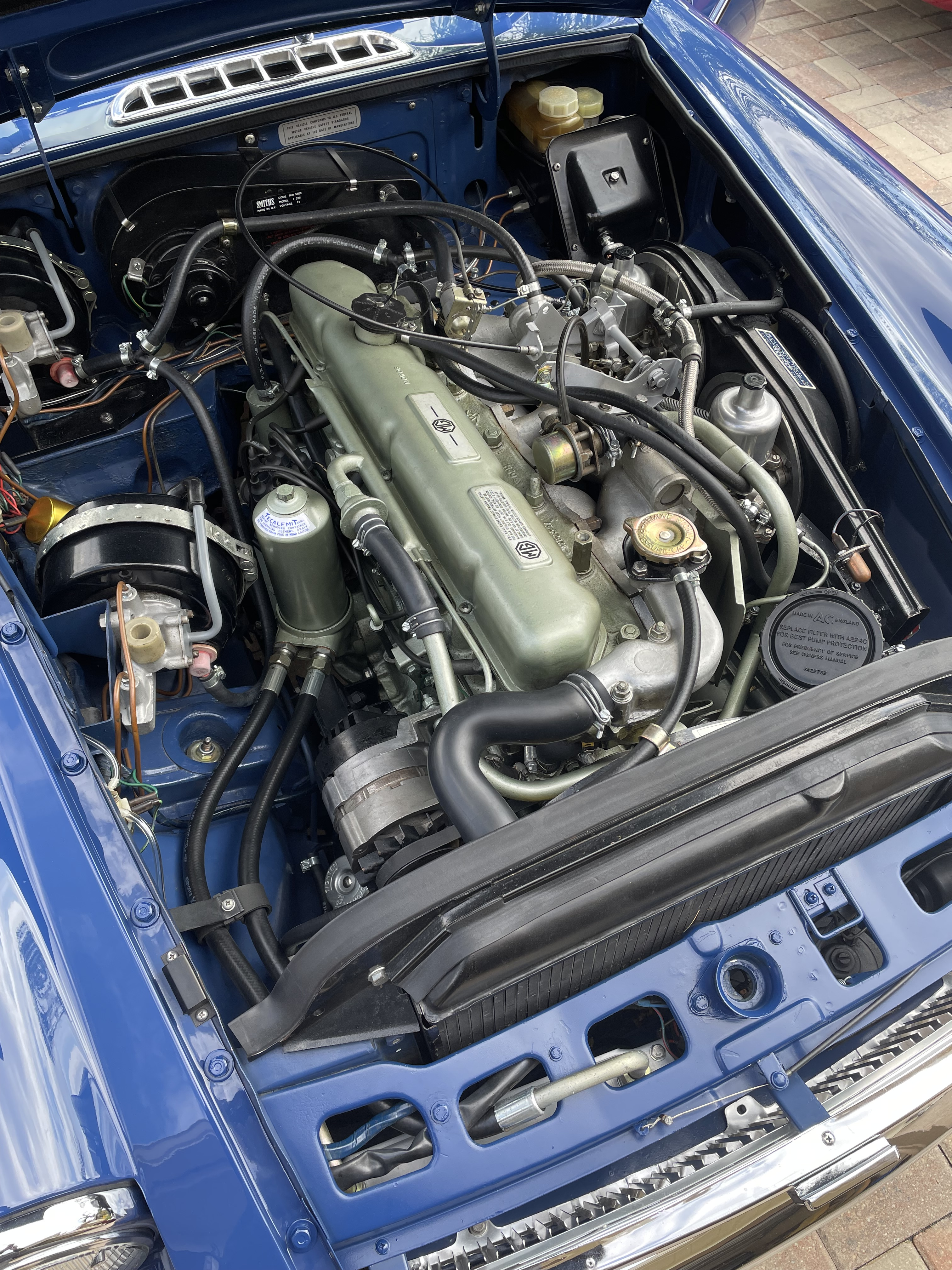
Моторный отсек 1969 MGC
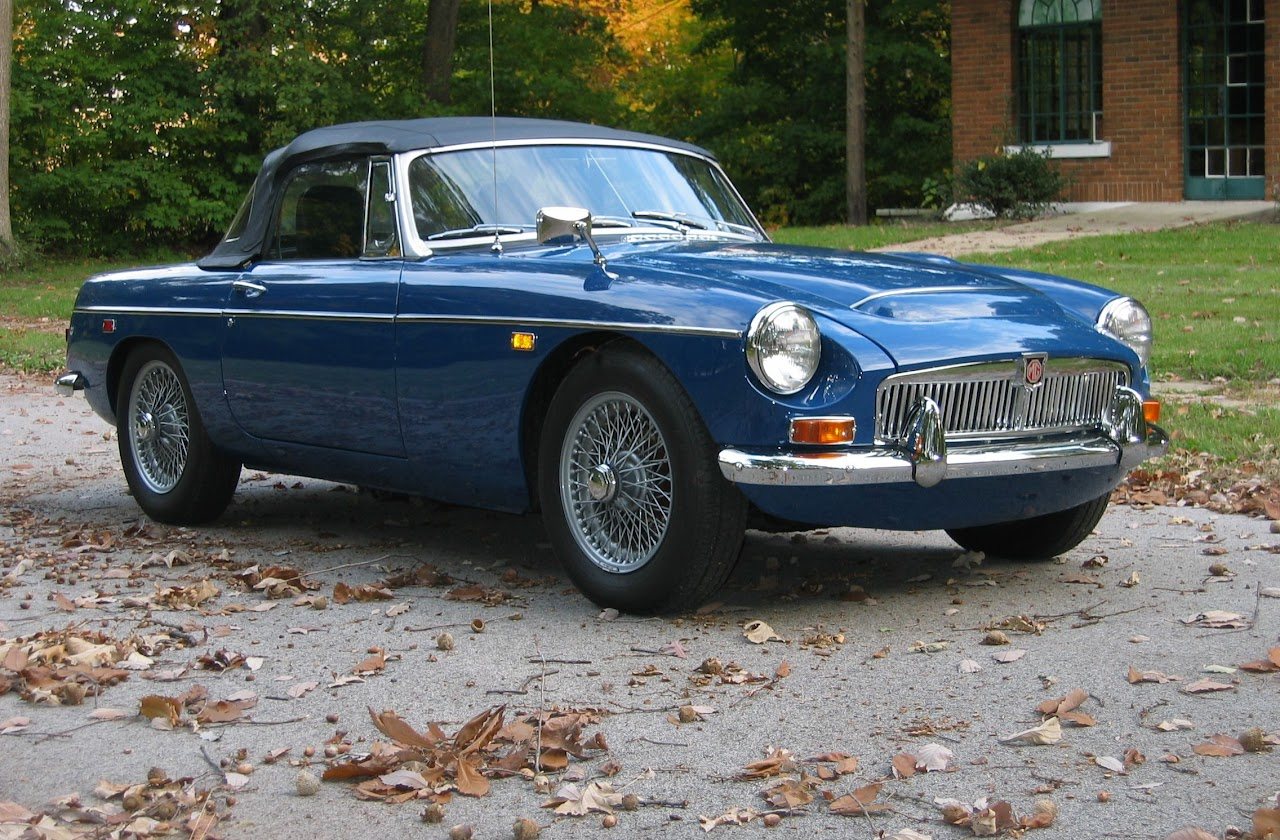
Родстер MGC (1969) в США
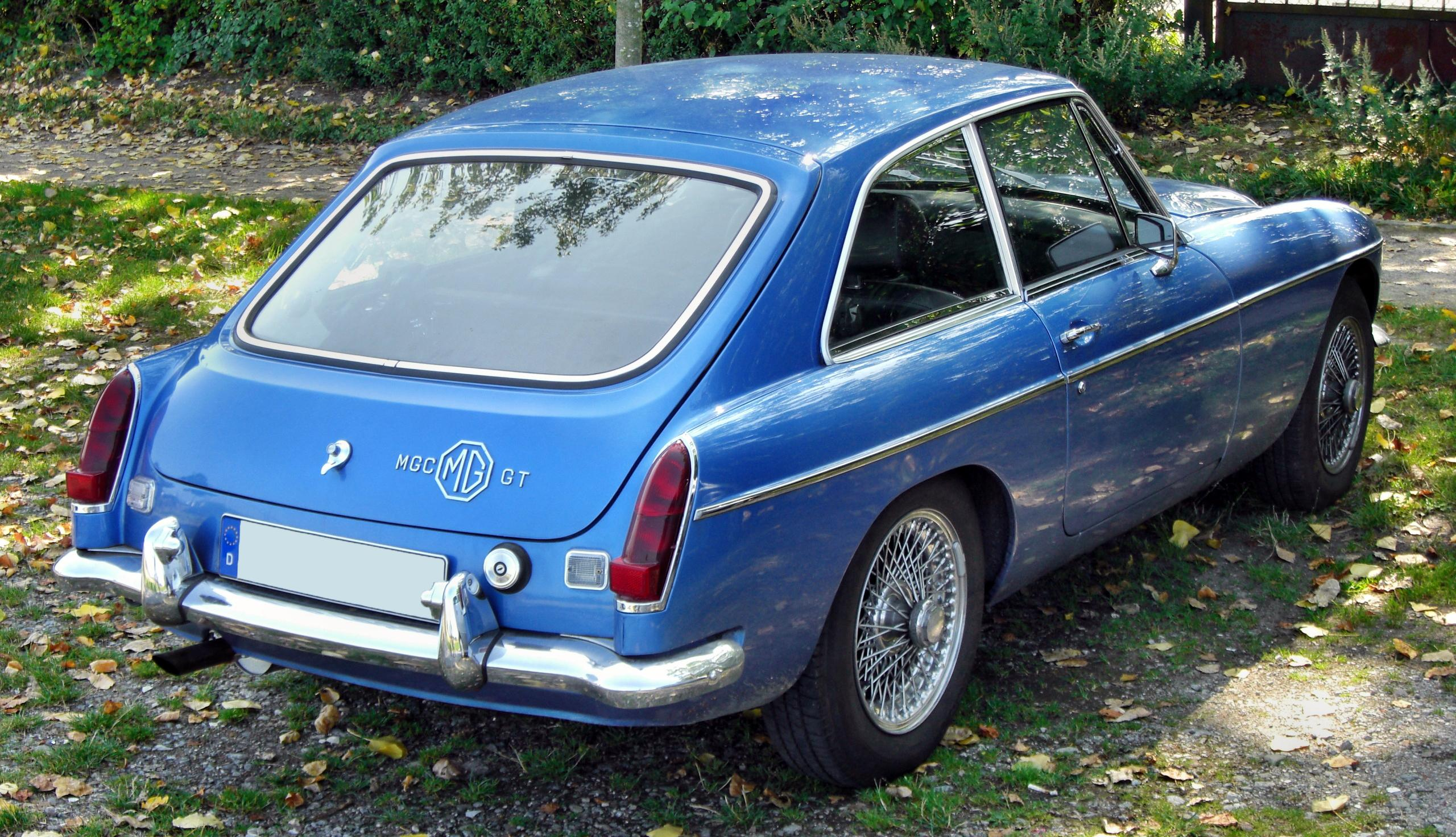
MGC GT
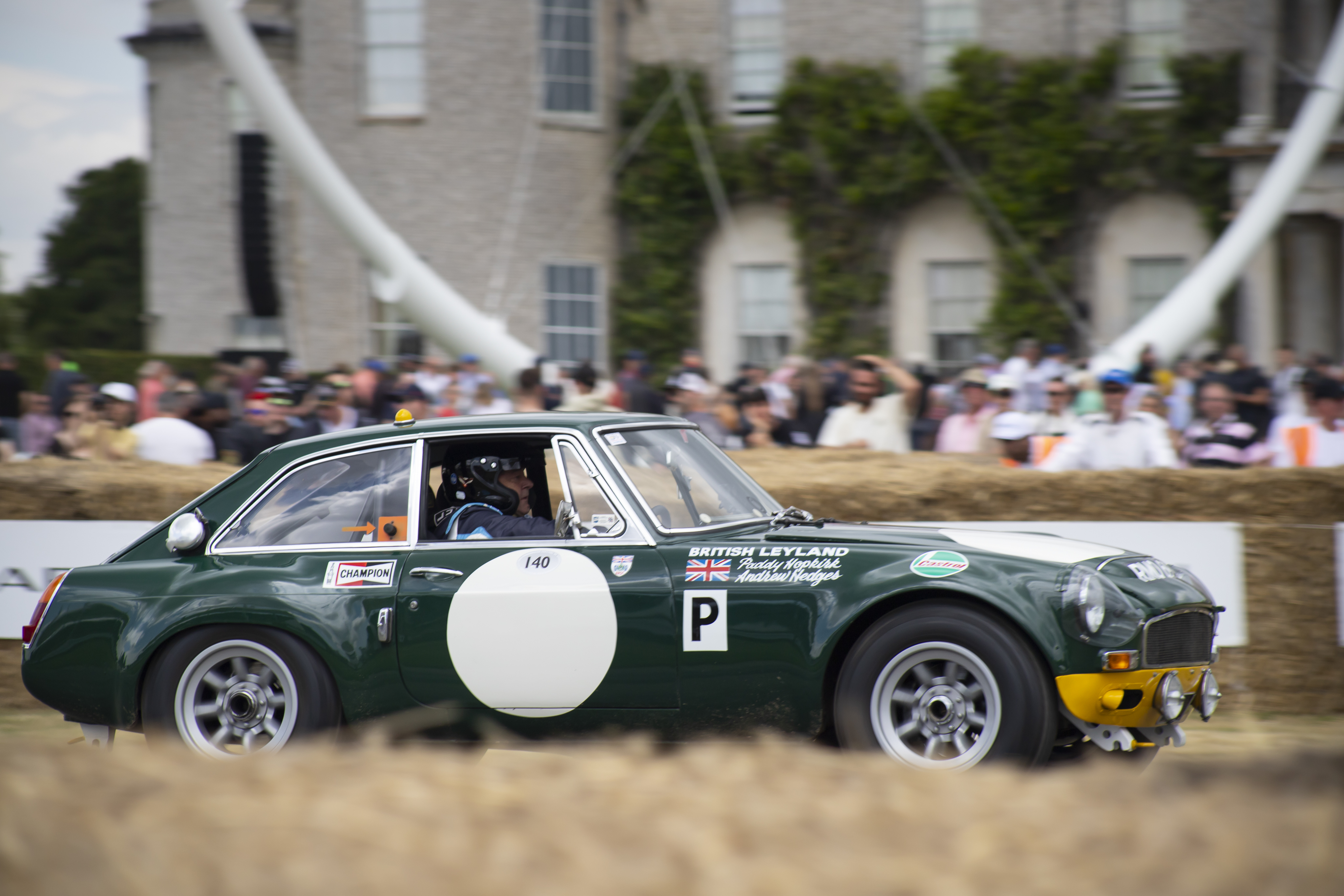
MGC GT Sebring

- MGB GT V8 (1973—1976)

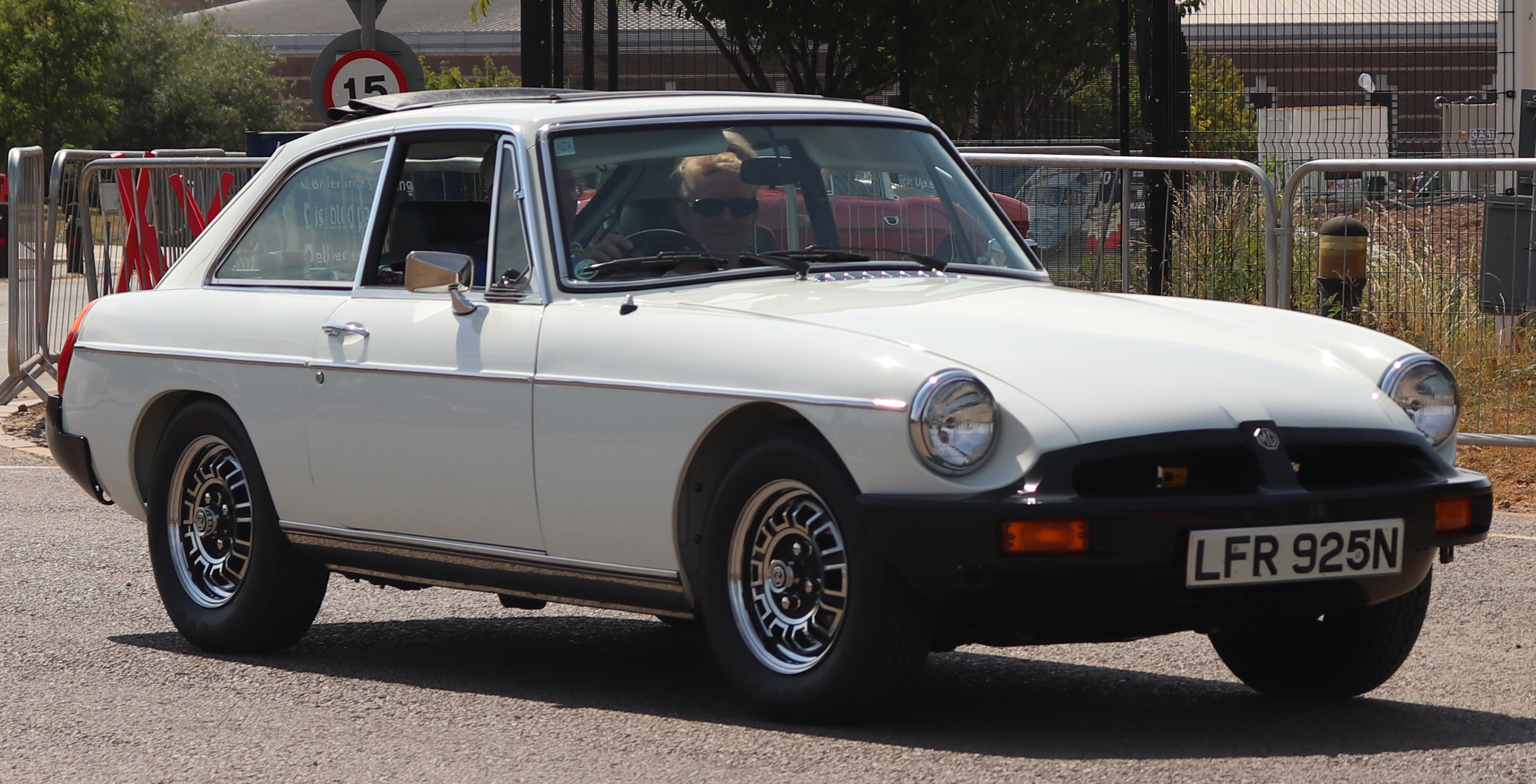
1975 MG B GT V8 3.5

- MG RV8 (1992—1995)[15][16][17][18][19][20][21]

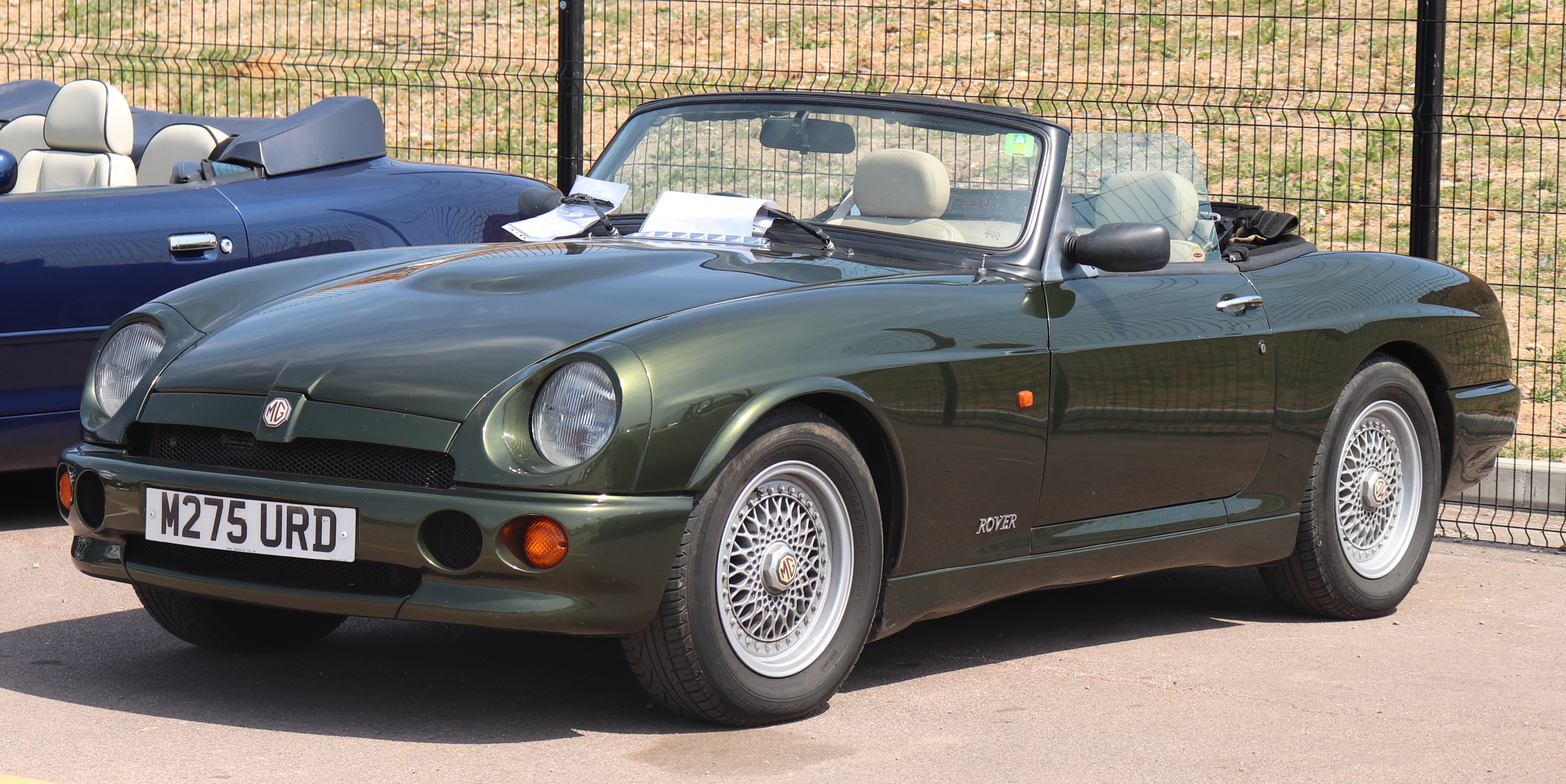
1994 MG RV8 3.9

## Галерея

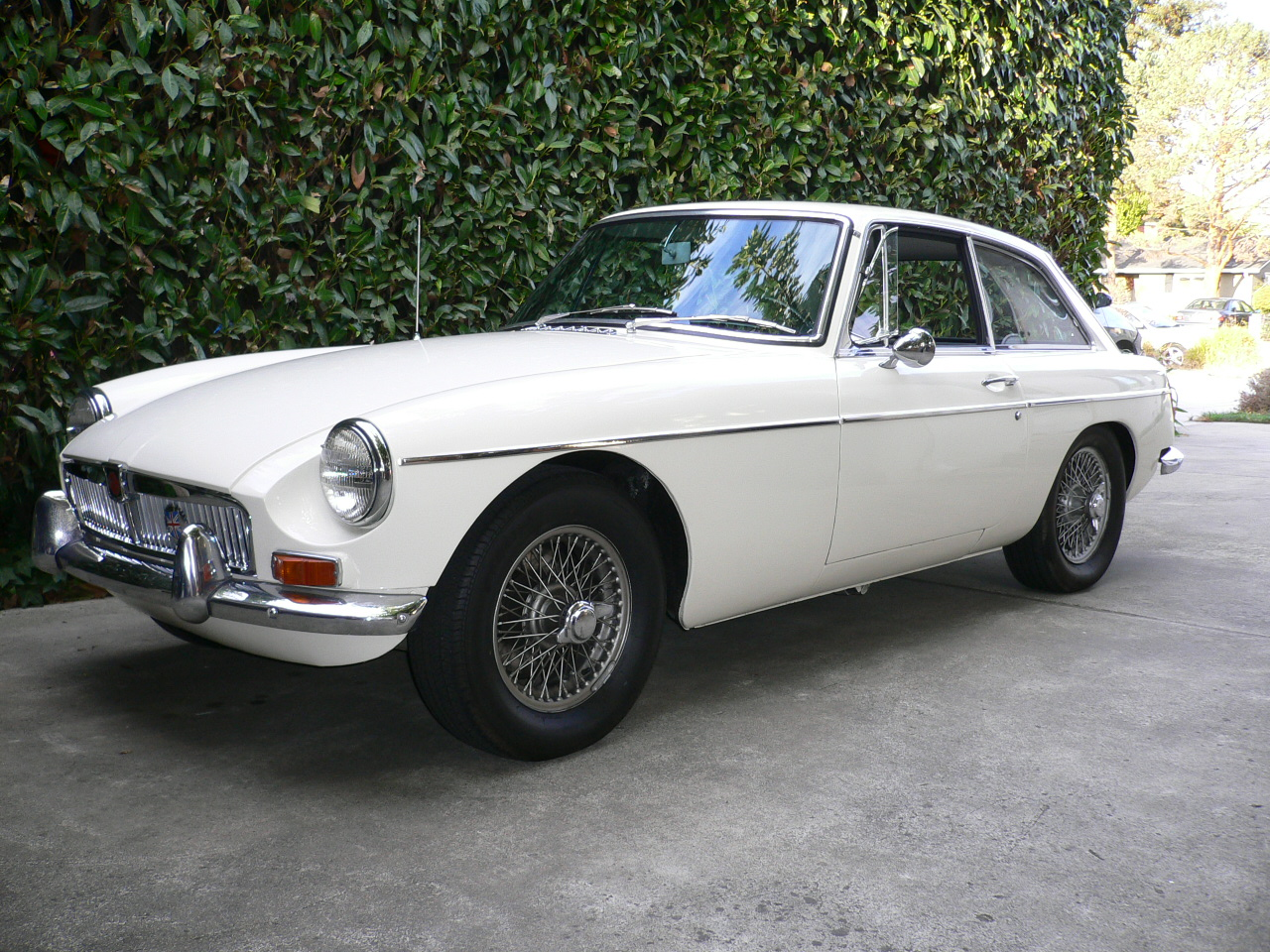
1966 MGB GT
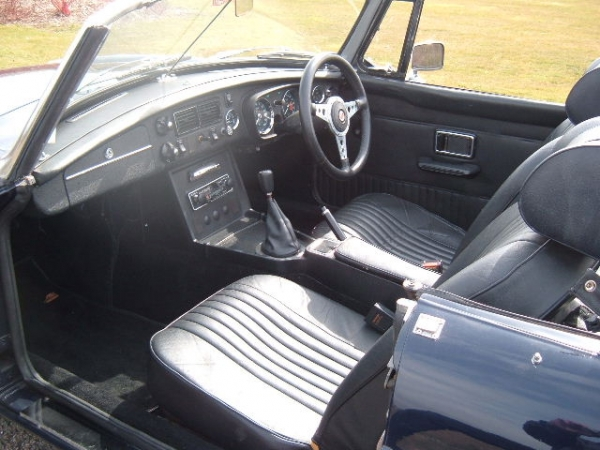
1972 MGB Roadster
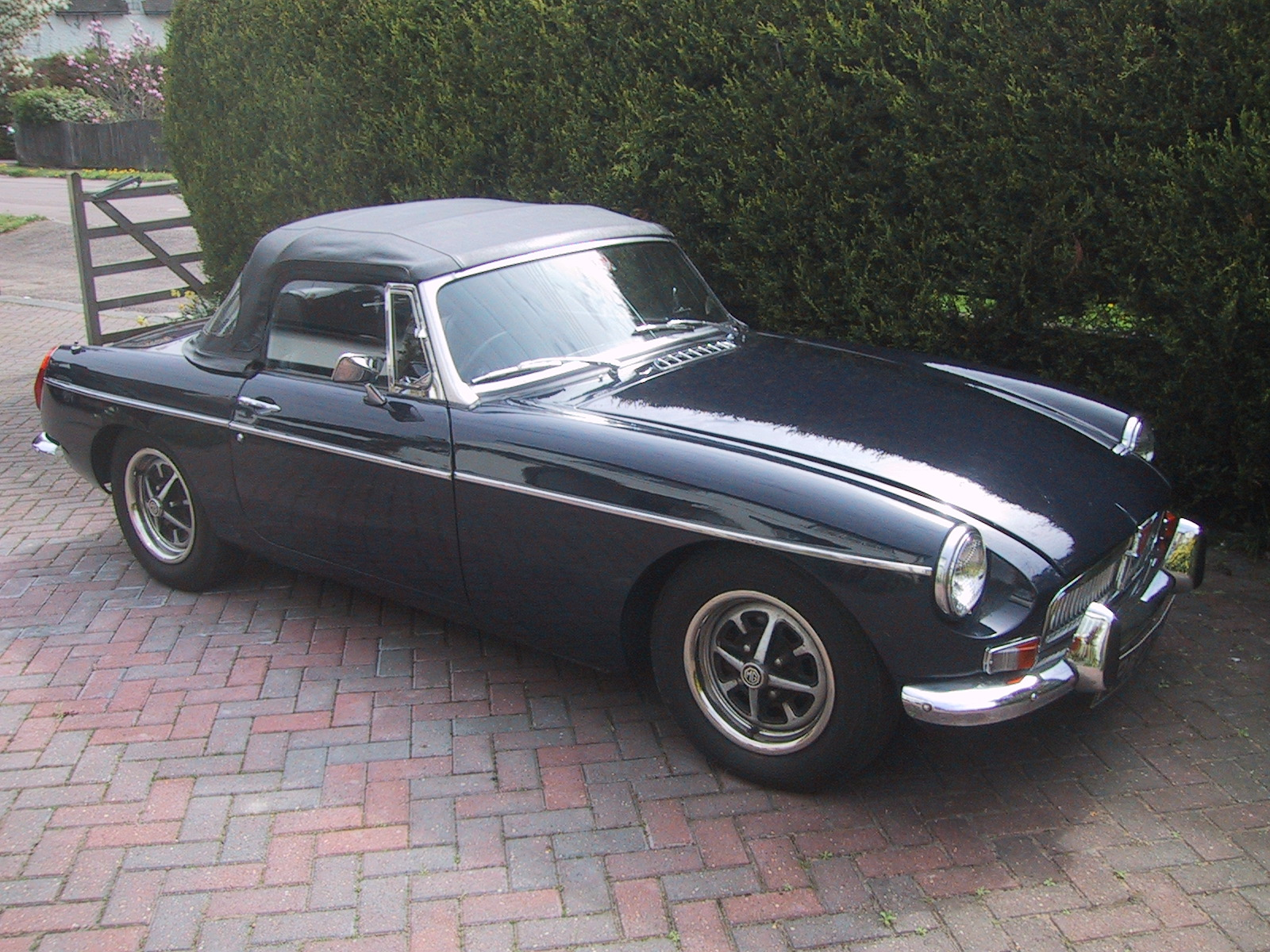
1972 MGB Roadster в Великобритании
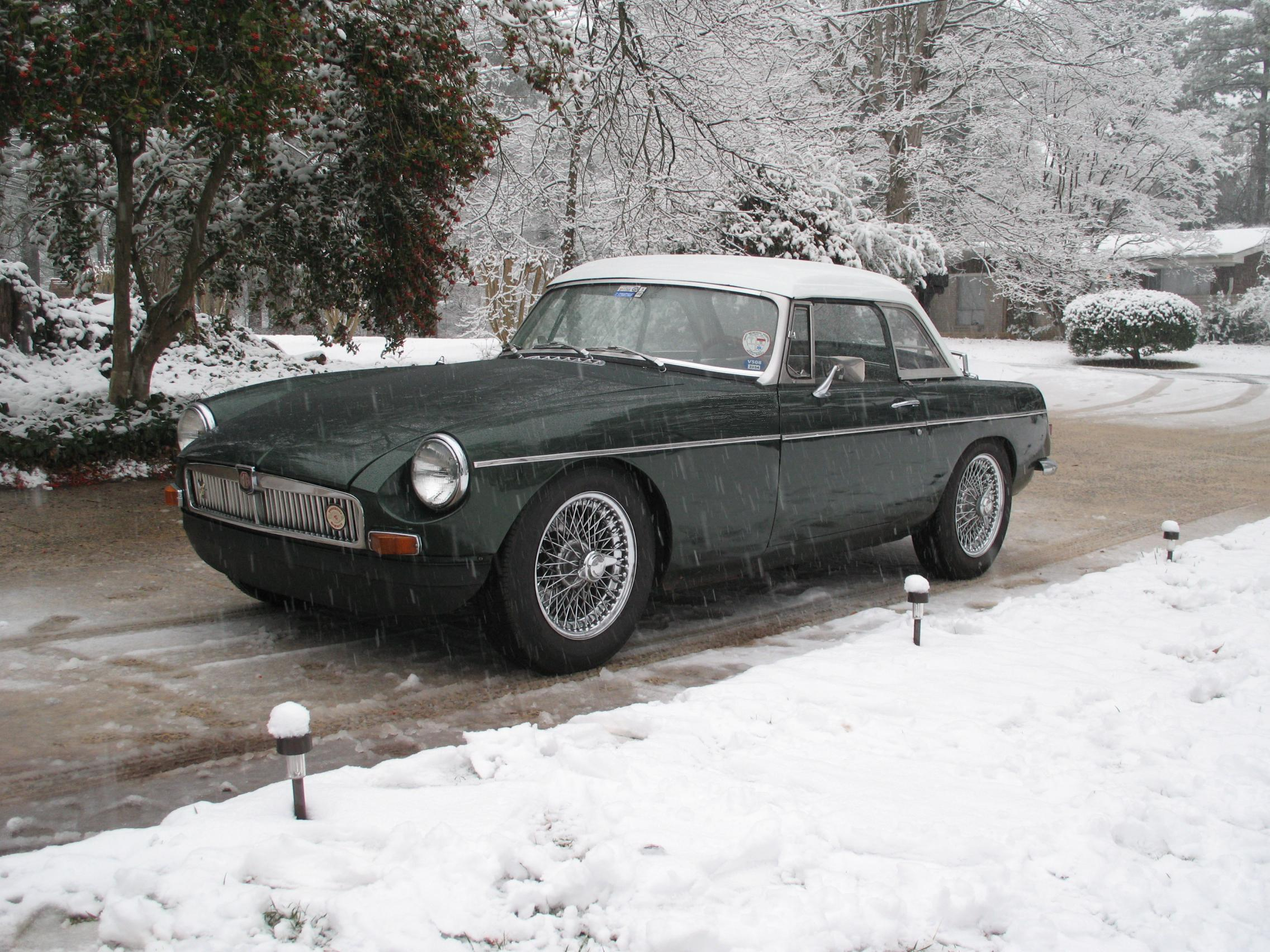
1973 MGB «Tourer»
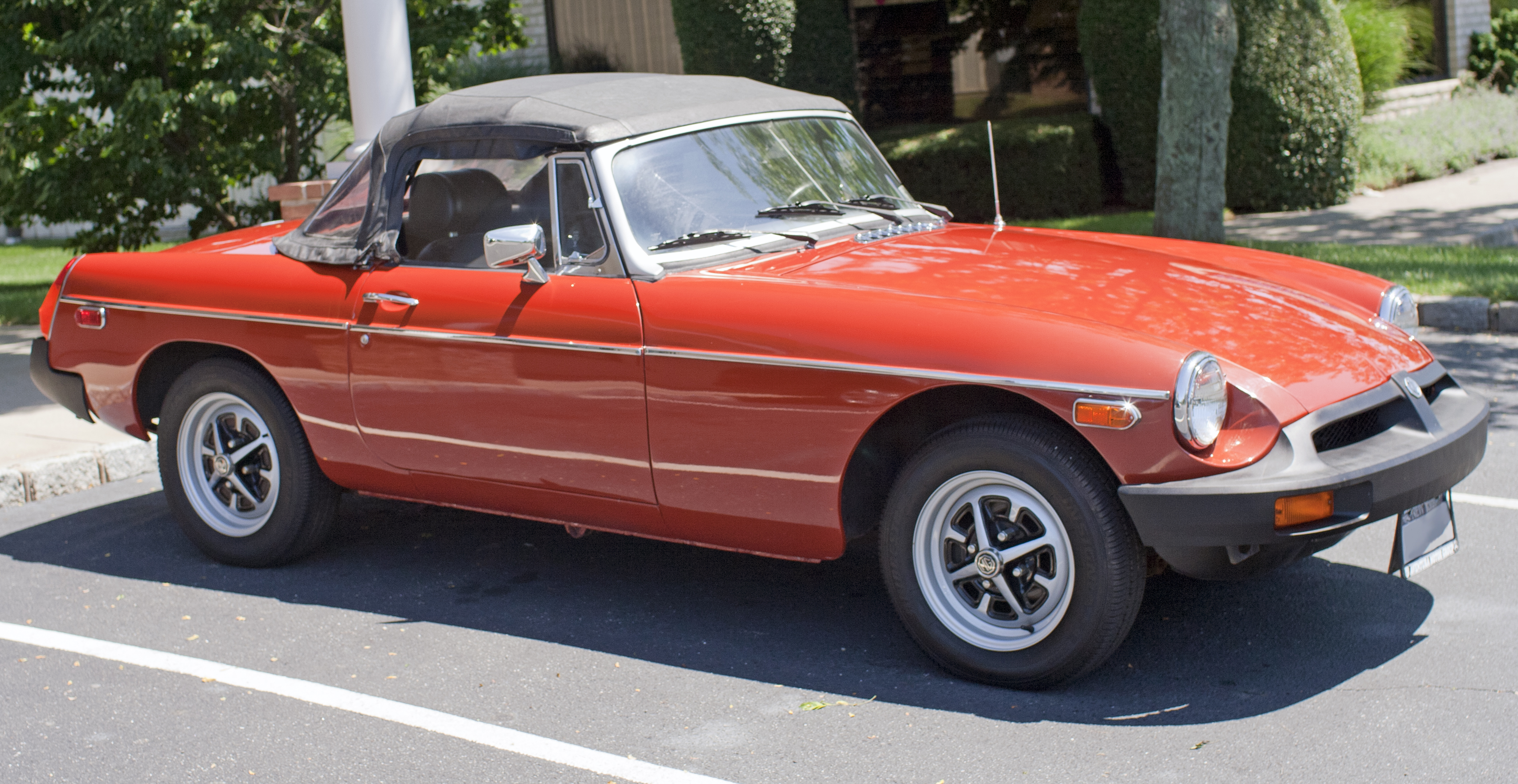
MG MGB (1975)
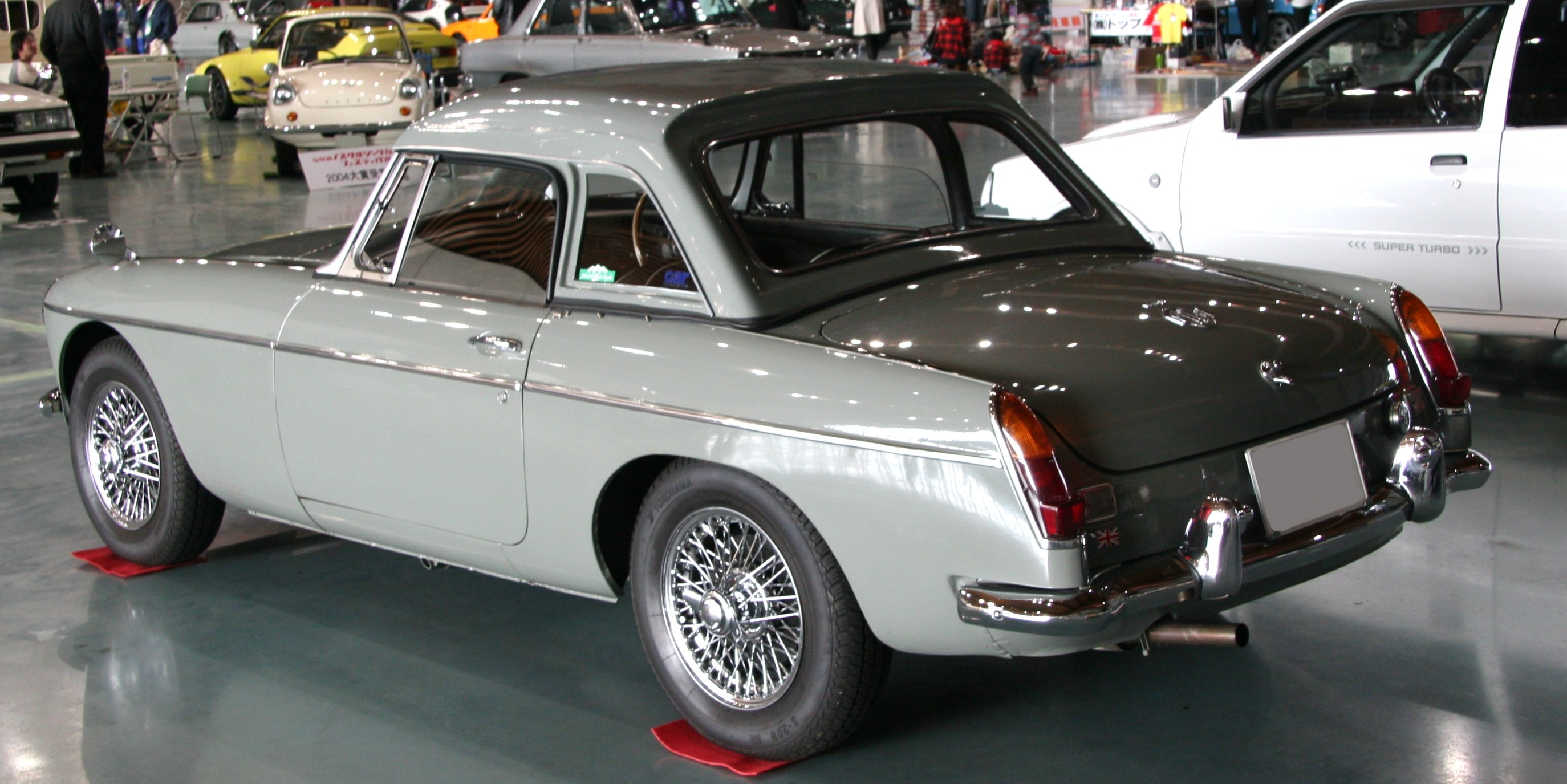
Ранний MGB с жёсткой крышей (опционально)
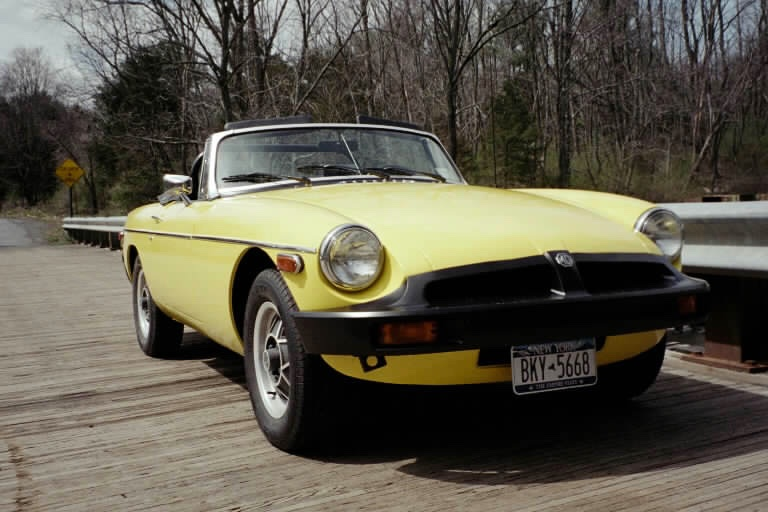
1975 MGB
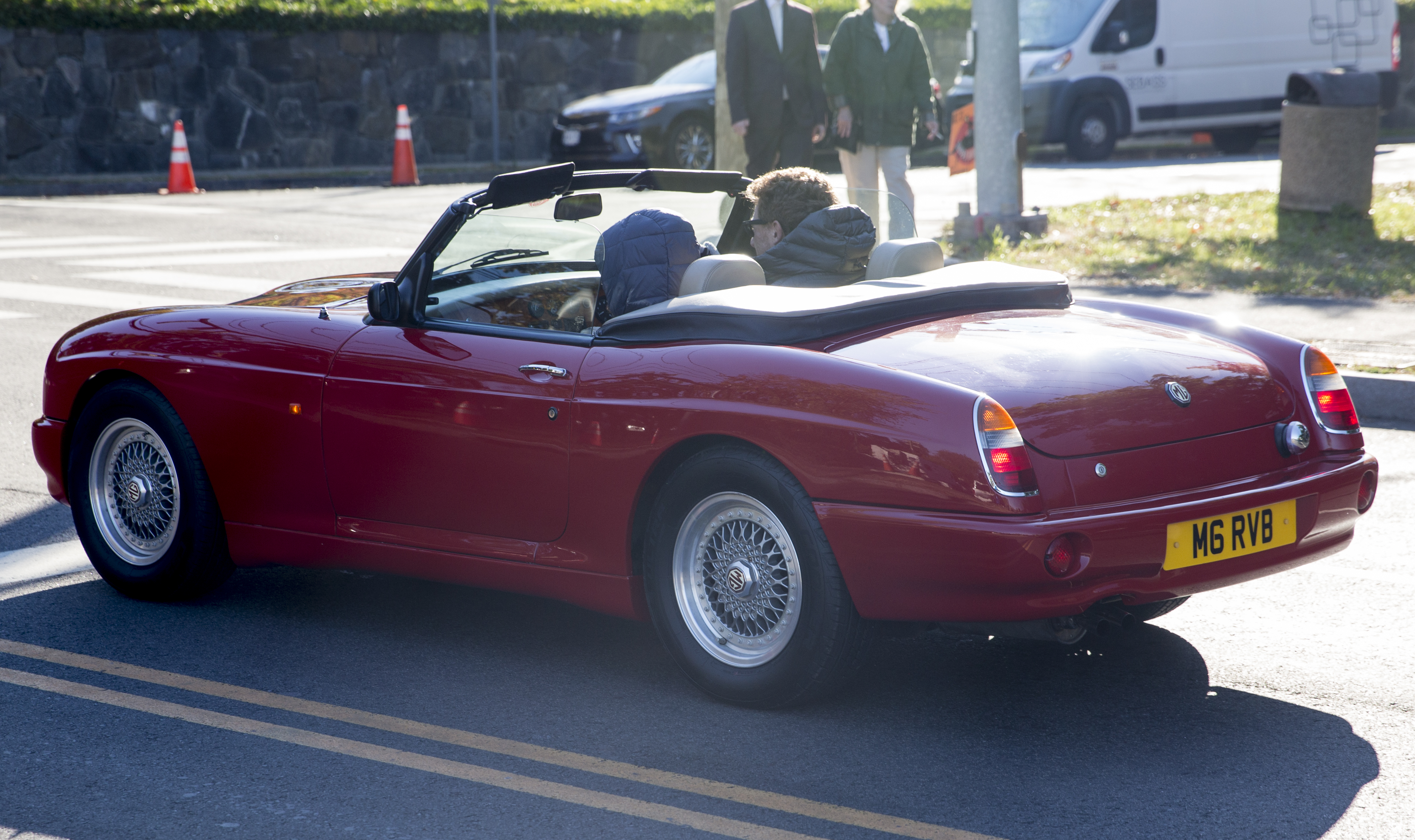
1994 MG RV8